# 광주 유정리 석불좌상
광주 유정리 석불좌상(廣州柳井里石佛坐像)은 대한민국 경기도 광주시에 있는 석불이다. 1979년 9월 3일 경기도의 유형문화재 제88호로 지정되었다.

## 개요
경기도 광주시 도척면 유정리에 있는 석불좌상으로, 원래는 화강암으로 만들었으나 많은 칠 때문에 원형을 잃고 있다.
몸에 비해 유난히 큰 머리에는 작은 소라 모양의 머리칼을 붙여 놓았으며, 정수리에는 상투 모양의 둥근 머리묶음이 있다. 귀는 크고 길게 늘어져 어깨에 닿고, 목에는 3개의 주름인 삼도(三道)가 표현되었다.
양 어깨에 걸쳐 입은 옷에는 굵고 완만한 U자형 주름이 있다. 양 손은 배에 모아 왼손 바닥위에 오른손을 올리고 양손의 엄지를 맞댄 모양을 표현하였다.
불균형한 신체 비례, 좁은 어깨, 작은 손, 형식적인 옷주름에서 조선 후기 불상의 특징을 볼 수 있다.

## 참고 자료
- 광주유정리석불좌상 - 국가유산청 국가유산포털